# Scythe
Scythe è un'azienda giapponese produttrice di componenti per PC fondata nel 2002.
Inizialmente nota per la produzione di dissipatori ad aria, negli anni seguenti ha esteso il proprio mercato anche ad altre componenti.